# Владимир Глебович (князь пронский)
Владимир Глебович (ум. после 1196) — князь пронский.

## Биография
Вместе со старшими братьями Романом и Игорем владел Рязанским княжеством, причём рязанский престол достался Роману, как старшему брату.
В 1180 году вместе с братом Всеволодом, заручившись поддержкой Всеволода Большое Гнездо, участвовал в междоусобице против братьев Романа и Игоря.
В 1183 г. ходил с Всеволодом на булгар волжско-камских.
В 1186 г., сев с братьями Романом и Игорем на рязанское княжение, пошёл с ними на других своих братьев — Всеволода и Святослава — князей пронских, и осадил Пронск. Не слушая великокняжеских послов, убеждавших братьев помириться, последние вступили в бой с передовыми отрядами великого князя, поддерживавшего пронских князей, но, услышав о подходе к Пронску основных сил Всеволода Большое Гнездо, Владимир Глебович вместе с братьями бежал от стен города. Но как только помощь ушла, вернулся и захватил город, переманив на свою сторону брата Святослава.
Послал к великому князю просить мира, но получил отказ.
В 1187 г. вместе с братьями отправил к Всеволоду епископа Черниговского Порфирия ходатайствовать за себя и добился мира.
В 1195 г. присутствовал во Владимире на свадьбе сына Всеволода Большое Гнездо — Константина.
В 1196 г. ходил со Всеволодом Большое Гнездо на Черниговское княжество.

## Семья
Отец: Глеб Ростиславич (ум. 1178) — князь рязанский (1145—1177 с перерывами).
Мать: Евфросинья Ростиславна (ум. 1179) — дочь Ростислава Юрьевича.
Братья и сёстры:
- Андрей? (ум. до 1186) — упомянут единственный раз перед Романом Глебовичем в летописном известии 1184 года, хотя Роман был рязанским князем с 1178 до 1207 года.
- Роман (ум. 1216) — Великий князь рязанский (1180—1207).
- Игорь (ум. 1195) — удельный рязанский князь.
- Феодосья — замужем за Мстиславом Храбрым[1]
- Всеволод (ум. 1207) — князь пронский (до 1186, 1188—1207) и коломенский (1186—1188).
- Святослав (ум. после 1207) — удельный пронский князь.
- Ярослав (ум. после 1199) — рязанский князь.

Дети:
- Глеб (ум. 1219) — князь рязанский (1212—1217), организатор братоубийственного Съезда в Исадах, где убил 6 князей (брата и кузенов)
- Олег (ум. до 1217) — князь пронский (1207—до 1217).
- Изяслав (ум. 1217) — князь пронский (1207)[2] — был убит в Исадах братом.
- Константин (ум. после 1217) — удельный пронский князь, помогал Глебу организовывать убийство. (Его отчество в источниках не указывается, есть некоторая вероятность, что не сын Владимира, а племянник[3])